# Thoreau Tennis Open
Thoreau Tennis Open – kobiecy turniej tenisowy, od 2021 roku zaliczany do kategorii WTA 125. Rozgrywany na kortach twardych w amerykańskim Concord. W 2019 roku były to zawody cyklu ITF Women’s Circuit.

## Mecze finałowe

### Gra pojedyncza kobiet
| Rok              | Zwyciężczyni                                 | Finalistka                                   | Wynik                                        |
| 2022             | Coco Vandeweghe                              | Bernarda Pera                                | 6:3, 5:7, 6:4                                |
| 2021             | Magdalena Fręch                              | Renata Zarazúa                               | 6:3, 7:6(4)                                  |
| ↑ WTA 125 ↑      |                                              |                                              |                                              |
| 2020             | Turniej anulowano z powodu pandemii COVID-19 | Turniej anulowano z powodu pandemii COVID-19 | Turniej anulowano z powodu pandemii COVID-19 |
| 2019             | Caroline Dolehide                            | Ann Li                                       | 6:3, 7:5                                     |
| ↑ ITF 60 000 $ ↑ |                                              |                                              |                                              |

### Gra podwójna kobiet
| Rok              | Zwyciężczynie                                | Finalistki                                   | Wynik                                        |
| 2022             | Warwara Flink Coco Vandeweghe                | Peangtarn Plipuech Moyuka Uchijima           | 6:3, 7:6(3)                                  |
| 2021             | Peangtarn Plipuech Jessy Rompies             | Usue Maitane Arconada Cristina Bucșa         | 3:6, 7:6(5), 10–8                            |
| ↑ WTA 125 ↑      |                                              |                                              |                                              |
| 2020             | Turniej anulowano z powodu pandemii COVID-19 | Turniej anulowano z powodu pandemii COVID-19 | Turniej anulowano z powodu pandemii COVID-19 |
| 2019             | Angela Kulikov Rianna Valdes                 | Elizabeth Halbauer Ingrid Neel               | 7:6(3), 4:6, 17–15                           |
| ↑ ITF 60 000 $ ↑ |                                              |                                              |                                              |